# Dziewczyna z głębin
Dziewczyna z głębin (ang. New Adventures Of Ocean Girl, 2000) – australijski serial animowany opowiadający o królewnie Neri. Serial był emitowany na kanale KidsCo. W roku 2003 i 2004 został wyemitowany na TVP2 i Tele 5 jako „Neri, Księżniczka Oceanii” z polskim lektorem Henrykiem Pijanowskim.

## Bohaterowie
- Księżniczka Neri – mieszka w Oceanii. Ma psa Mikro.
- Jobah – uratował Nerę.
- Mikro – pies Nery.
- Król Mnemon – wuj Nery. Król Oceanii.
- Zardor – przywódca jednego z klanów.
- Elgarda – zła czarodziejka. Robi eliksiry.
- Galiel – "szef" Elgardy. Jest złym magiem z kosmosu, mieszka w meteorze.
- Neanda – przyjaciel Nery.
- Moza – kosmita, zły pomocnik Galiela.
- Laziach – przywódca jednego z klanów.
- Shema – przywódca jednego z klanów.
- Mandrola – wieloryb pamiętający atak Galiela. Ma 2000 lat.
- Kapitan Sharkana – doradca króla Nemona.

## Wersja polska
Wersja Tele 5, którą czytał Henryk Pijanowski

Wersja polska dla KidsCo: Toya Sound Studio

## Odcinki
- W Polsce emitowany był na antenie KidsCo.
- Razem z serialem Nastolatki z Beverly Hills można było go oglądać w maratonie dla dziewczyn.

### Spis odcinków
| N/o            | Polski tytuł                | Angielski tytuł            |
| -------------- | --------------------------- | -------------------------- |
|                |                             |                            |
| SERIA PIERWSZA |                             |                            |
|                |                             |                            |
| 01             | Powrót                      | The Evil Space Wizard      |
|                |                             |                            |
| 02             | Szaleństwo króla            | Possessed                  |
|                |                             |                            |
| 03             | Ucieczka                    | Hearing the Call           |
|                |                             |                            |
| 04             | Przysięga                   | A Common Bond              |
|                |                             |                            |
| 05             | Poszukiwania rozpoczęte     | The Quest Begins           |
|                |                             |                            |
| 06             | Księżniczka Nera zwycięża   | Neri Has the Power         |
|                |                             |                            |
| 07             | Strażniczka Kryształu       | The Keeper of the Crystal  |
|                |                             |                            |
| 08             | Test wierności              | The Test of Faith          |
|                |                             |                            |
| 09             | Dotrzymana przysięga        | The Promise is Kept        |
|                |                             |                            |
| 10             | Kryształ wraca na miejsce   | The Crystal is Returned    |
|                |                             |                            |
| 11             | Kryształ albo przyjaciel    | The Crystal or a Friend    |
|                |                             |                            |
| 12             | Tajemnica starego pałacu    | Secrets of the Ancient     |
|                |                             |                            |
| 13             | Elgarda i Moza w opałach    | Elgar and Moza for Dinner  |
|                |                             |                            |
| 14             | Nieustraszona               | Fearless                   |
|                |                             |                            |
| 15             | Niewyjaśniona tajemnica     | The Truth is Kept a Secret |
|                |                             |                            |
| 16             | Tajemnica króla Nemona      | Galiel Unites the Clans    |
|                |                             |                            |
| 17             | Strażnik czasu              | The Keeper of Time         |
|                |                             |                            |
| 18             | Najgłębsza, mroczna otchłań | The Deepest, Darkest Chasm |
|                |                             |                            |
| 19             | Elgarda zdobywa kryształ    | Elgar's Crystal            |
|                |                             |                            |
| 20             | Dziwne uczucie tonięcia     | That Sinking Feeling       |
|                |                             |                            |
| 21             | Przemiana Mozy              | Moza's Time of Reckoning   |
|                |                             |                            |
| 22             | Królowa Elgarda             | Queen Elgar                |
|                |                             |                            |
| 23             | Atak na Meteor              | The Surfacing              |
|                |                             |                            |
| 24             |                             | Neanda Leads the Way       |
|                |                             |                            |
| 25             |                             | The Countdown              |
|                |                             |                            |
| 26             |                             | The Time has Come          |
|                |                             |                            |